# Муллагалиев, Айнур Наилевич
Айнур Наилевич Муллагалиев (род. 19 ноября 1993) — российский самбист, призёр чемпионата России, мастер спорта России. Воспитанник детско-юношеской спортивной школы города Туймазы.

## Спортивные результаты
- Чемпионат России по самбо 2015 года — .